# Информационный центр по авторским правам
Информационный центр по авторским правам (The Center for Copyright Information, CCI) — американская организация, ориентированная на информационно-пропагандистскую деятельность в области авторских прав. CCI призвана просвещать общественность об авторском праве; согласовывать с владельцами авторских прав и Интернет-провайдерами проблемы, связанные с онлайн нарушением авторских прав; содействовать разработке, реализации, пересмотру и раскрутке интернет-уведомлений о нарушении и смягчении их последствий (в системе оповещения); собирать и распространять в интернете информацию о нарушениях; помогать законным образом получать защищенных авторским правом работы. Организация была создана как партнер с отраслевыми ассоциациями, в том числе с Американской ассоциацией кинокомпаний, Ассоциацией звукозаписывающих компаний Америки и пятью крупнейшими американскими интернет-провайдерами.

## История
Информационный центр по авторским правам был создан в сентябре 2011 года в целях координации работ между организациями телевизионных, кино-и музыкальной индустрии и поставщиками услуг. В США велись переговоры по созданию центра информации об авторских правах и системе оповещения о нарушении авторских прав с декабря 2008 года.
Пиратский контент обходится экономике США в сотни тысяч рабочих мест и миллиардов долларов в виде недополученных доходов и налоговых недопоступлений ежегодно. Губернатор Нью-Йорка Эндрю Куомо помог в 2008 году интернет-провайдерам заблокировать доступ к онлайн детской порнографии.
Онлайн нарушения также могут способствуют перегрузки сети интернета, негативно влияют на пользователей Интернета.
В июле 2011 года американские интернет-провайдеры, в том числе компания Verizon, компания Comcast, Cablevision и АТ&Т решили отправлять уведомления клиентам, которые занимались нелегальным скачиванием контента. На момент заключения договора 75 % всех широкополосных интернет-связей было предоставлено одной из этих пяти компаний. Меморандум о взаимопонимании установил, что правообладатели и провайдеры делят расходы на систему оповещения в пропорции 50/50.
CCI разрабатывает образовательные программы для информирования общественности о законах, защищающих авторские праве в Интернете и о законных и доступных способах получения цифровых произведений в интернете и через другие законные средства.

## Система оповещения о нарушении авторских прав
Авторские системы оповещения используют третьих лиц для идентификации защищенных авторским правом произведений, когда информация передается через пиринговые сервисы. Эти третьи стороны информируют интернет-провайдеров, который затем отправляют уведомления в соответствующие службы. Авторская система оповещения начала работу в феврале 2013 года при содействии Информационного центра по авторским правам. CCI заявил, что основной целью системы оповещения является информирование клиентов о том, как они могут предотвратить в будущем такие свои незаконные действия. "